# Protestantyzm na Filipinach

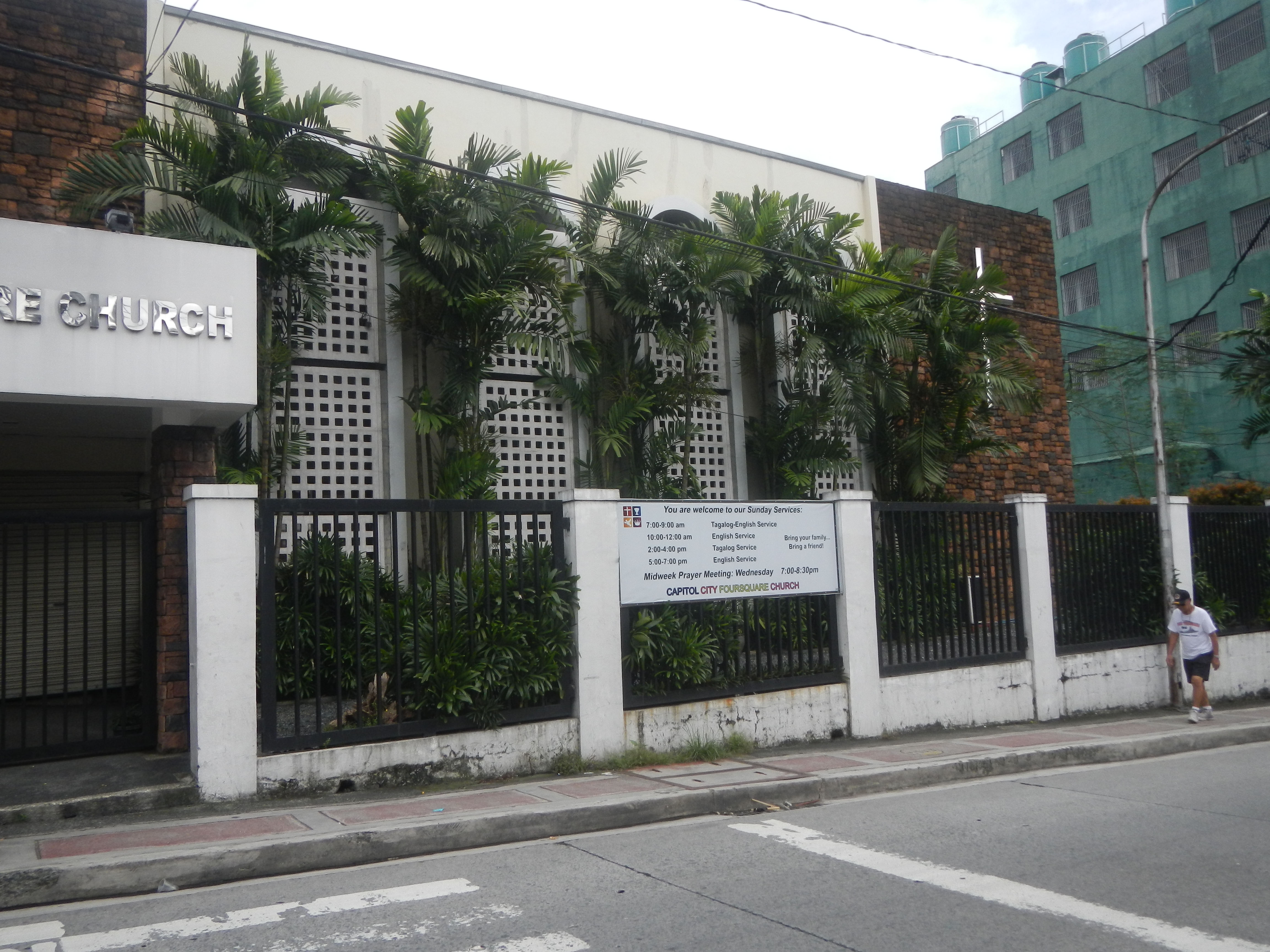
Kościół Poczwórnej Ewangelii w Quezon City.

Protestantyzm na Filipinach wyznaje 10 milionów osób, co stanowi 10,8% społeczeństwa. Blisko połowa protestantów na Filipinach to zielonoświątkowcy. Do innych większych grup należą: baptyści, metodyści, adwentyści dnia siódmego, campbellici i uświęceniowcy.
Największe protestanckie denominacje w kraju, w 2010 roku, według Operation World:
| Kościół                                   | Liczba członków | Liczba wiernych | Procent ludności |
| Kościół „Jezus jest Panem”                | 568 182         | 1,25 mln        | 1,35%            |
| Zjednoczony Kościół Chrystusowy           | 510 256         | 995 tys.        | 1,08%            |
| Zjednoczony Kościół Metodystyczny         | 370 879         | 675 tys.        | 0,73%            |
| Krucjata Cudów Jezusa                     | 382 353         | 650 tys.        | 0,7%             |
| Kościół Adwentystów Dnia Siódmego         | 457 143         | 640 tys.        | 0,69%            |
| Zbory Boże                                | 188 852         | 576 tys.        | 0,62%            |
| Konwencja Baptystyczna (2)                | 235 364         | 519 780         | 0,56%            |
| Chrześcijański i Misyjny Sojusz           | 284 431         | 475 tys.        | 0,51%            |
| Christian Churches and Churches of Christ | 130 tys.        | 260 tys.        | 0,28%            |
| Zjednoczony Kościół Zielonoświątkowy      | 185 606         | 245 tys.        | 0,27%            |
| Kościół Nowoapostolski                    | 135 tys.        | 216 tys.        | 0,23%            |
| Kościół Poczwórnej Ewangelii              | 83 832          | 140 tys.        | 0,15%            |
| Kościół Boży (Cleveland)                  | 75 tys.         | 135 tys.        | 0,15%            |
| Kościół Episkopalny                       | 45 tys.         | 135 tys.        | 0,15%            |